# Ercole Luigi Morselli
Ercole Luigi Morselli (Pesaro, 19 de febrero de 1882 – Roma, 16 de marzo de 1921) fue un escritor y dramaturgo italiano.

## Biografía
Nacido en Pesaro, hijo de Antonio Morselli (un inspector estatal originario de Piacentino) y Annetta Celli, se trasladó con su familia a las pocas semanas de vida a Módena, donde completó sus estudios elementales, luego a Florencia siguiendo a su padre, que falleció allí en 1895. Estudió primero en el regio gimnasio Galilei, luego en la escuela secundaria Dante Alighieri con el italianista Orazio Bacci. En ese ambiente se hizo amigo de Giovanni Papini y Giuseppe Prezzolini. 
Morselli comenzó sus estudios de medicina en 1899, tras dos años pasó a los de literatura, pero en ambos casos sin éxito y no finalizó sus estudios. En los años siguientes tuvo una vida muy convulsa, con muchos viajes; casi sin un centavo, con su amigo Federico Valerio Ratti, se embarcó primero a Ciudad del Cabo, luego para Buenos Aires, donde se integró a un comité garibaldino, y otras ciudades en Sudamérica. Después viajaría también a Inglaterra y Francia, a París. 
Tras su regreso a Italia, Morselli se instaló en Roma y se embarcó en su carrera literaria, que estuvo casi siempre marcada por considerables dificultades económicas, tanto que su madre tuvo que mantenerlo durante mucho tiempo. En 1907 contrajo matrimonio civil y al año siguiente nació un hijo. En 1910 su tragicomedia Orione logró un gran éxito, pero sin que Morselli alcanzara la estabilidad económica al menos hasta 1919, con el éxito de Glauco, un drama representado en Roma.
También trabajó en el cine: después de trabajar como extra, dirigió Santoni Films y escribió varios guiones cinematográficos entre 1914 y 1916; también fue codirector de una película en 1916, que fue aplastada por la crítica. 
Durante los años de la Primera Guerra Mundial regresó al teatro. Los últimos años estuvieron marcados por continuas dificultades económicas y tuberculosis. Ingresado de urgencia en la clínica Morgagni, un hospital romano, murió allí en 1921. 

## Obra
Su trabajo se basa en mitos clásicos revisados en clave moderna. Entre sus obras las más importantes están Orión, que tiene como protagonista a un semidiós con deseos muy terrenales, y Glauco, que narra la historia de un pescador que se convierte en dios del mar y descubre que la felicidad no viene del poder. Para su época representó una alternativa al mito de D'Annunzio, al proponer figuras de antihéroe. Con el cuento La donna-ragno (1915; La mujer araña) también fue uno de los precursores de la ciencia ficción en Italia. Su obra Belfagor fue utilizada por Claudio Guastalla como tema del libreto de la ópera homónima de 1926 de Ottorino Respighi y Glauco fue empleado en la ópera de 1922 del mismo nombre de Alberto Franchetti.

### Teatro
- Orione, tragicomedia en 3 actos, Teatro Argentina, Roma, 17 de marzo de 1910
- Agua en llamas, comedia en un acto, Teatro Metastasio, Roma, 31 de marzo de 1910
- The Tamer Gastone, comedia en un acto, Roma, 1911
- La prisión, drama en 3 actos, Teatro Carignano, Turín, noviembre de 1911
- Glauco, Teatro Argentina, Roma, 30 de mayo de 1919
- Belfagor, «arcidiavoleri» en 4 actos, Teatro Valle, Roma, 19 de abril de 1933 (debut póstumo)
- Todo el teatro de Ercole Luigi Morselli, editada por Walter Zidarič, UniversItalia edizioni, Roma 2017

### Colecciones de cuentos
- Favole per i Re d'oggi, Roma, 1909
- Storie da ridere... e da piangere, Milano, 1918. Ocho relatos, incluido La donna ragno.
- Il «Trio Stefania», Milano, 1919
- Favole e fantasie, Milano, 1928 (publicación póstuma)
- L'osteria degli scampoli ed altri racconti, Milano, 1936 (publicación póstuma)

### Traducciones
- Hugo, Victor (1914). Nostra Signora di Parigi 2. Milan: Istituto Editoriale Italiano.

## Filmografía
- Effetti di luce, dirigido con Ugo Falena (1916)